# عناز
عناز هي إحدى بلدات وادي النصارى في سوريا، حيث تعد من المواقع السياحية السورية، تقع في ريف حمص الغربي، تتبع إداريًا ناحية الحواش وتقع في منتصف الطريق بين حمص وطرطوس وتبعد عن الحدود السورية اللبنانية بحوالي ستة كم. تعتبر عناز بوابة الوادي ومن أهم بلداته حيث يزيد عدد سكانها على 4000 نسمة وفيها مبنى قديم يحوي كنيستين الأولى كنيسة رقاد السيدة والثانية كنيسة القديس نيكتاريوس وتقام الآن كنيسة جديدة على أرض البلدة تعد الأضخم في الشرق الأوسط وتبنى على نمط كنائس اليونان بمساعدة أهالي المنطقة ومغتربيها، اسمها كنيسة القديس مار مطانيوس، كما توجد في البلدة عدّة مراكز ودوائر الحكومية مثل مركز للمؤسسة السورية للتجارة ومركز لفرع المؤسسة الاستهلاكية في حمص كما يوجد فيها نصب تذكاري لشهداء عناز الذي كانوا يقاتلون إلى جانب الجيش العربي السوري.

## أصل التسمية والتاريخ
ذُكِرَ اسم القرية الحالي عناز في معجم البلدان لياقوت الحموي تحت اسم إعناز بمعنى القرية المنفردة من فعل «عنز» أي: «ابتعد»، وهناك تفسير آخر للاسم، يرجع به إلى أنّه اسم سرياني يدل على الينابيع الكثيرة. تاريخ عناز يشهد بحضارتها فاسمها القديم الحثي (ايميسيوس) وجد محفورًا على أحد جدران الأقصر في مصر، حيث جرت على أرضها معركة بين جيوش الفراعنة وجيوش الحثيين وانتهت بالتعادل ثم الصلح . عناز قرية أثرية وتعد من أول القرى التي تأسست في وادي النصارى وتبين الدراسات أنها تعود للعصر الحثي، وتحوي القرية على العديد من الآثار القديمة من مقابر وقطع أثرية وكنائس قديمة ومن أهم المعالم الأثرية فيها أحد الحصون المتقدمة لقلعة الحصن وهو حصن عناز الذي يقع مقابل الكنيسة الأرثوذكسية القديمة.

## الزراعة
تطل القرية على سهل البقيعة وهو من أهم الأراضي الزراعية في المنطقة وتشتهر عناز بزراعة الذرة والقرنبيط والملفوف التي تعد من أهم المنتجات الزراعية في القرية . يوجد في أراضيها الزراعية البيوت البلاستيكية والتي يزرع فيها شتى أنواع النباتات مثل الفريز والخيار والبندورة، وفي الآونة الأخيرة انتشر في القرية زراعة التبغ والقمح لتصبح بمثابة العاصمة الزراعية لريف حمص الغربي.

## الأنشطة
تقام في البلدة كل سنة مهرجانات واحتفالات متنوعة، من أشهرها مهرجان القلعة والوادي، كما تصبح البلدة في فترة عيد الميلاد مكانًا ساحرًا يتميز بأهله الطيبون وأجواء العيد المرحة فيه وكل سنة يتم افتتاح شجرة ميلاد تعد دائما واحدة من أكبر أشجار الميلاد في سوريا، وأهم مرة تم فيها افتتاح الشجرة كانت في عام 2007 عندما احتلت عناز المرتبة الأولى عربيا بعد قيام أهلها بافتتاح أكبر شجرة في الوطن العربي بارتفاع تجاوز 30 متر ومغارة مساحتها 20 متر مربع.

## شخصيات
- عبد الله الغربي (وزير السياحة السوري السابق)